# 東日本大震災復興特別会計
東日本大震災復興特別会計（ひがしにほんだいしんさいふっこうとくべつかいけい）は、東日本大震災からの復興に係る国の資金の流れの透明化を図るとともに復興債の償還を適切に管理するため、その歳入歳出を一般会計から区分して設けられた特別会計のことであり、区分経理特別会計の1つである。平成 24 年度から新たに設置された。東日本大震災復興特別会計では、復興債発行収入、税収（復興特別所得税）及び一般会計からの受入れを主な財源として、復興事業に必要な経費について事業を行う各省庁等に予算を計上して復興事業を行うこと及び復興債の償還に必要な経費を国債整理基金特別会計に繰り入れることとしている。この特別会計は、国会、裁判所、会計検査院、内閣、内閣府、復興庁、総務省、法務省、外務省、財務省、文部科学省、厚生労働省、農林水産省、経済産業省、国土交通省、環境省及び防衛省の共管となっている。

## 法的根拠
- 特別会計に関する法律（平成19年法律第19号）

## 歳入と歳出
以下の数字は2019年度（平成31年度）当初予算の額である。前年度との対比は2018年度（平成30年度）当初予算との対比である。

### 歳入
合計 2兆1347億9032万6千円（前年比－2244億9430万円）

#### 主要歳入
- 復興特別所得税
4196億円（前年比+193億円）
- 一般会計より受入
1848億1135万5千円（前年比-4020億9142万9千円）
- 復興公債金
9284億円（前年比-279億円）
- 事故由来放射性物質汚染対処費回収金[注 2]収入
494,8億65,15万5千円（前年比+1696億9944万3千円）

### 歳出
合計 2兆1347億9032万6千円（前年比－2244億9430万円）
東日本大震災復興特別会計特別会計は、東日本大震災に係る災害救助等関係事業、災害廃棄物処理事業、復興関係公共事業等、災害関連融資関係事業、復旧・復興事業に係る地方負担等を措置するための地方交付税交付金、東日本大震災復興交付金事業及び原子力災害からの復興関係事業に係る経費のほか、復興債の償還等のための国債整理基金特別会計への繰入金等を計上しているが、具体的な事業内容は以下のとおり。
① 災害救助等関係事業
「災害救助法」に基づく災害救助や、被災者緊急支援に関係する事業。
② 災害廃棄物処理事業
東日本大震災により生じた災害廃棄物の処理事業。
③ 復興関係公共事業等
公共施設の復旧・復興等の事業。
④ 災害関連融資関係事業
被災中小企業者の事業再建及び経営安定並びに被災農林漁業者等の経営再建等のための融資の実施等のための事業。
⑤ 地方交付税交付金
東日本大震災からの復旧・復興事業に係る地方負担等について震災復興特別交付税を措置するために必要な経費。
⑥ 東日本大震災復興交付金事業
被災地の復興まちづくりに必要な事業を地域が主体となって実施できるように、ハード事業を幅広く一括化した上で、自由度の高い資金を交付するほか、地方負担の軽減等を図ることと
した、被災地の復興を支援する東日本大震災復興交付金事業。
⑦ 原子力災害復興関係事業
除染・汚染廃棄物処理の事業や、福島の再生を加速するため、復興再生拠点の整備や放射線不安を払拭する生活環境の向上等を実施するための事業等。
⑧ その他
被災中小企業等の施設等の復旧・整備に要する費用に対する補助金、福島県の避難指示区域等を対象とした自立・帰還支援を加速するための企業立地補助金等がある。